# グランドファンタジア
『グランドファンタジア』（GrandFantasia－精霊物語－）は台湾のX-LEGEND Entertainmentが開発したオンラインゲーム（MMORPG）。
日本国内における運営はアエリアが担当。2009年5月14日に正式サービスが開始され、2009年11月26日にはハンゲーム、2010年1月28日にはガンホーゲームズでチャネリングサービスが開始された。2015年6月30日にサービス終了となった。
2022年には本ゲームを受け継いだスマホアプリ『スプライトファンタジア -精霊物語-』がリリースされている。

## ゲームシステム

### プレイヤーの主な行動
グランドファンタジアにおいて、プレイヤーの最終目的は明確なものがなく、家庭用RPGのようなゲームクリアの概念はない。
2013年6月末現在において、プレイヤーキャラクターの上限レベルは90となっており、レベルをカンストさせるために、受注可能なクエストの消化、インスタンスダンジョンへ挑戦するほか、対人戦(PvP)、ギルド戦(GvG)及びギルド領地戦への参戦、ミグルの育成などが主な行動に挙げられる。また、毎日一定時刻にフィールドマップに登場するボスの討伐、季節イベントによるイベントマップでのイベントのほか、随時課金アイテムイベントなどが運営により開催されているので、これらを楽しむこともできる。

### ゲームデータのセーブ
セーブポイントが都市及びフィールドマップに用意されているが、家庭用RPGのような、それまでの活動内容をセーブするものではなく、キャラクターが死亡した際に復活する場所を設定するものである。グランドファンタジアにおけるゲームデータのセーブは意識せずとも常に行われており、改めて何らかの行動を要するものはない。

### ゲーム内通貨
グランドファンタジアにおけるゲーム内通貨は、モンスターを倒した際に得られるほか、クエストクリアによる報酬、ドロップアイテムの売却により得られる。中でもインスタンスダンジョン討伐令による報酬が高レベルダンジョンになるほど高額となるため、インスタンスダンジョン周回を行う者が多い。
また、オークションシステムにより課金アイテムを含む、ゲーム内アイテムの多くを出品者の売値で出品することが可能である。これらの買取にゲーム内通貨が必要であるため、高額商品を購入する、あるいは大量にアイテムを買い求めるべく、ダンジョン周回が多く行われている状況にある。

### アイテム収納システム
グランドファンタジアでは、キャラクターの装備品やミグルの衣装、家具、乗り物の多くは、装備ロックがかかり、原則として最初に使用したキャラクター以外のキャラクターにアイテムを譲ることができない。
しかし、収納アイテムリストに掲げるアイテムは、同一アカウントのキャラクターで自由に出し入れすることができる。収納個数は同一アイテムにつき1つのみであるため、例えばキャラクターAが装備ロックのかかった収納可能な同一アイテムを複数所持している場合、キャラクターAが1つ目を収納したのち、キャラクターA以外のキャラクターで取り出し、再度キャラクターAが2つ目以降を収納して、さらに別のキャラクターで取り出すことで、同一アカウント内キャラクターに装備ロックのかかったアイテムを渡すことが可能となっている。

### アバターシステム
キャラクターの外見は、現在の装備品の外観が直接反映されるが、衣装アバターを着用することで、外見をカスタマイズ可能となっている。またこれらアバターは元々着用しても効果はないが、同一部位のアバターを合成することにより、新たな能力を付加することが可能となっている。

### ジョブシステム
レベル1のかけだしからゲームスタートとなり、レベル5で1次職（ファイター、ハンター、聖職者見習い、魔法使い）、レベル15で2次職、レベル30で3次職、レベル65で4次職、レベル85で5次職となる。
上位職に転職と同時にレベルアップするため、2次職はレベル16から、3次職はレベル31から、4次職はレベル66から、5次職はレベル86からのスタートとなる。
かけだしから1次職及び2次職から3次職への転職において、上位職への転職ルートが分岐するが、それ以外はそれまでの職内容とほぼ同じである。
| 職階(転職LV) | ウォリアー系                   | アーチャー系                 | クレリック系               | メイジ系                   |
| ------------ | ------------------------------ | ---------------------------- | -------------------------- | -------------------------- |
| 1次職(LV5)   | ファイター                     | ハンター                     | 僧侶見習い                 | 魔法使い                   |
| 2次職(LV15)  | ウォリアー                     | アーチャー                   | クレリック                 | メイジ                     |
| 3次職(LV30)  | パラディン／バーサーカー       | レンジャー／アサシン         | テンプラー／プリースト     | ウィザード／ネクロマンサー |
| 4次職(LV65)  | ホーリーナイト／ブレイカー     | シューター／パニッシャー     | メイガス／オラクル         | ソーサラー／ダークサマナー |
| 5次職(LV85)  | ロードテンプル／ジェノサイダー | スナイパー／エグゼキューター | プロフェット／パトリアーク | ウォーロック／コンジュラー |

### 装備品
以下の種類があり、ジョブごとに装備可能なアイテムが決まっている。
片手剣
かけだし（※）、ファイター、ハンター、ウォリアー、アーチャー、パラディン、バーサーカー、レンジャー、アサシン、ホーリーナイト、ブレイカー、シューター、パニッシャー、ロードテンプル、ジェノサイダー、スナイパー、エグゼキューター
初期装備品、ラダ島でのドロップアイテム品など、職制限のないものに限る。
片手斧
ファイター、ウォリアー、パラディン、バーサーカー、ホーリーナイト、ブレイカー、ロードテンプル、ジェノサイダー
片手槌
ファイター、聖職者見習い、ウォリアー、クレリック、パラディン、バーサーカー、テンプラー、プリースト、ホーリーナイト、ブレイカー、メイガス、オラクル、ロードテンプル、ジェノサイダー、プロフェット、パトリアーク
両手剣
ファイター、ハンター、ウォリアー、アーチャー、パラディン、バーサーカー、レンジャー、ホーリーナイト、ブレイカー、シューター、ロードテンプル、ジェノサイダー、スナイパー
両手斧
ファイター、ウォリアー、パラディン、バーサーカー、ホーリーナイト、ブレイカー、ロードテンプル、ジェノサイダー
両手槌
ファイター、聖職者見習い、ウォリアー、クレリック、パラディン、バーサーカー、テンプラー、プリースト、ホーリーナイト、ブレイカー、メイガス、オラクル、ロードテンプル、ジェノサイダー、プロフェット、パトリアーク
杖
聖職者見習い、魔法使い、クレリック、メイジ、テンプラー、プリースト、ウィザード、ネクロマンサー、メイガス、オラクル、ソーサラー、ダークサマナー、プロフェット、パトリアーク、ウォーロック、コンジュラー
弓
ファイター、ハンター、ウォリアー、アーチャー、バーサーカー、レンジャー、アサシン、ブレイカー、シューター、パニッシャー、ジェノサイダー、スナイパー、エグゼキューター
銃
ファイター、ハンター、ウォリアー、アーチャー、バーサーカー、レンジャー、アサシン、ブレイカー、シューター、パニッシャー、ジェノサイダー、スナイパー、エグゼキューター
魔具
聖職者見習い、魔法使い、クレリック、メイジ、パラディン、テンプラー、プリースト、ウィザード、ネクロマンサー、ホーリーナイト、メイガス、オラクル、ソーサラー、ダークサマナー、ロードテンプル、プロフェット、パトリアーク、ウォーロック、コンジュラー
ウォリアー系、クレリック系、メイジ系それぞれ別の魔具を装備可能。
矢・弾
全ての職で装備可能。ただし弓または銃を装備できないキャラクターが装備しても効果はない。
マント
全ての職で装備可能。
一部のマントを除き、ウォリアー系、ハンター系、クレリック系、メイジ系それぞれ別のマントを装備可能。
飾り
全ての職で装備可能。

## タイアップ
日本での正式サービス以来、これまでタイアップしてきたものを列記する。
- 2009年7月30日～8月27日　ケータイ少女-恋＋姫- 衣装アバター
- 2009年9月25日～10月22日　 桃華 絵里 モモエリ(Moery) 衣装アバター
- 2009年11月26日～12月10日　AKB48(渡り廊下走り隊) 衣装アバター
- 2010年10月14日～12月22日　ナインテイルオンライン　ナインテイルオンラインに登録し、一定レベルに到達すると衣装などのアイテムがもらえた
- 2012年3月19日～5月31日　明治キシリッシュ 衣装アバター

※タイアップによる衣装アバターは、ナインテイルオンラインのものを除き、2013年6月末現在新規に入手できない。

## その他
- 2009年7月にゲーム内で輝く宝箱を運良く拾えたプレイヤーにミグル米と名づけられた、お米が届けられた。
- 日本の運営会社であるアエリアでは、グランドファンタジアと開発元が同じである、ナインテイルオンライン（精霊楽章外伝、現在日本でのサービス終了）を運営していた。ナインテイルに登場するマスコット的なキャラクター、フルルがグランドファンタジアに2013年7月現在も配置されている。また、ナインテイルオンラインにはグランドファンタジアのマスコット的キャラクターであるミグルが配置されていた。